# 小行星3474
小行星3474（英語：3474 Linsley）是一颗围绕太阳公转的小行星。1962年4月27日，印第安纳大学在摩根县发现了此天体。
这颗小行星的绝对星等为107.52365等。